# Мультиплекс (ТБ)
Мультиплекс (MUX або MX) (англ. multiplex — суміш, складений) — об'єднання в єдиний цифровий пакет телевізійних каналів при цифровому телемовленні, що змішуються (мультиплексуються) перед передачею по транспортному каналу і поділяються (демультиплексуються) на приймальному кінці (абонентському ресивері або телевізорі з цифровим тюнером) з виділенням одного або кількох телеканалів.
В Україні загальнонаціональні телеканали розподілені по 50 місцях у мультиплексах МХ-1, -2, -3, -5, -7 (кожен має покриття зі 167 передавачів).
Є два схожих, але тим не менш, не ідентичних розуміння мультиплексу в телебаченні:
- У цифровому багатоканальному телебаченні — передача по одному і тому ж транспортному каналу (частотній смузі) кількох SD, HD або 3D телевізійних каналів, зформованих різними джерелами сигналу (студіями і телекомпаніями). Також до складу мультиплексу можуть включатися радіомовні канали, субтитри, телетекст, телегід та ін.
- У платному телебаченні (pay tv) і технічних трансляціях (feeds) — передача по одному тому ж транспортному каналу різних «картинок» однієї й тієї ж події (наприклад, спортивного змагання — автомобільних гонок: вид з кабіни водія, під капотом, з інших машин, з трибун, з гвинтокрила і т. ін.). Це може бути одночасна передача, з часовим перемежением, «картинка-в-картинці» тощо.